# لوغان مارشال
لوغان مارشال (بالإنجليزية: Logan Marshall) هو مؤرخ أمريكي، (و. 1884  م).